# Trentepohlia auranticolor
Trentepohlia auranticolor är en tvåvingeart som beskrevs av Alexander 1934. Trentepohlia auranticolor ingår i släktet Trentepohlia och familjen småharkrankar. Inga underarter finns listade i Catalogue of Life.